# Chikkajamburu, Shikarpur
Chikkajamburu là một làng thuộc tehsil Shikarpur, huyện Shimoga, bang Karnataka, Ấn Độ.